# Кенора (Онтарио)
Кенора (енгл. Kenora) је град у Канади у покрајини Онтарио. Према резултатима пописа 2011. у граду је живело 15.348 становника.

## Становништво
Према резултатима пописа становништва из 2011. у граду је живело 15.348 становника, што је за 1,1% више у односу на попис из 2006. када је регистровано 15.177 житеља.
| 2006.  | 2011.  | 2016.  |
| ------ | ------ | ------ |
| 15.177 | 15.348 | 15.096 |